# Soldaten og Jenny
Soldaten og Jenny er en dansk film fra 1947, skrevet og instrueret af Johan Jacobsen efter Soyas skuespil Brudstykker af et Mønster. Filmen er et drama om to udstødte og deres forhold til den konventionelle omverden. Hovedrollerne spilles af Poul Reichhardt og Bodil Kjer.

## Handling
Robert (Poul Reichhardt) er soldat og sidder alene på en bar, hvor han beklager til bartenderen (Per Buckhøj) sig over sin situation og tingenes tilfældighed. Nu kommer den overlegne Gustav (Gunnar Lauring) ind på baren og kort efter også hans veninde, den pæne og stille ekspeditrice Jenny (Bodil Kjer). Gustav prøver at drikke Jenny fuld, hvilket fører til klammeri mellem Gustav og Robert. Robert forlader derpå baren sammen med Jenny, da de har fået sympati for hinanden.
Gustav, der er chauffør for statsadvokat Knauer, har fået lidt for meget at drikke  og tager nu hjem til sit herskab, hvor han efter fiaskoen med Jenny hygger sig med stuepigen Hedvig (Kirsten Borch). Imens diskuterer statsadvokaten (Elith Pio) og hans hustru (Karin Nellemose) fosterfordrivelse, som de har forskellige holdninger til. Parrets ægteskab er ikke særlig lykkeligt, og senere skal Knauer til koncert, men den berusede Gustav kører galt. Knauer ender på hospitalet, mens Gustav er død. 
Robert og Jennys forhold bliver mere tæt, og Robert inviteres hjem til Jennys småkårsforældre, den snobbede Henriette (Maria Garland) og den bitre og moralske toldassistent Frederik (Johannes Meyer). Under middagen kommer et brev til Jenny med en tilsigelse til politiet; Jenny nægter at have gjort noget, men stemningen er blevet ret trykket.
Næste dag mødes Jenny og Robert igen, og den ulykkelige Jenny betror Robert, at hun tidligere har fået foretaget en abort, hvilket var hvad tilsigelsen handlede om. Robert prøver at trøste hende ved at sige, at han ved et uheld havde slået sin chefs kone ihjel, da hun blev nærgående.
Statsadvokaten er blevet udskrevet og mødes med sagfører Richter (Sigfred Johansen) for at tale om sagen mod den fosterfordriver, som blandt andet har foretaget aborten på Jenny. Richter har forhold til både sin stuepige og fru Knaus, der viser sig at være gravid med netop Richter og forlanger at få ham til at hjælpe hende med at få barnet fjernet, hvilket han indvilger i for at undgå en skandale.
Jenny kommer til afhøring, og som følge af sit fravær fyres hun fra sit job. I fortvivlelse vil hun begå selvmord med gas, men forhindres af soldaten samt en "gal" sagfører (Svend Methling), der har overbevist Richter om, at sagen mod Jenny er forældet, fordi den har ligget urørt, mens statsadvokaten var på hospitalet. En tilfældighed redder Jenny, og hun kan se frem til en lys fremtid med Robert.

## Medvirkende
I filmen medvirker:
- Poul Reichhardt - Robert Olsen, gartner, værnepligtig soldat
- Bodil Kjer - Jenny Christensen, ekspeditrice
- Johannes Meyer - Frederik Christensen, toldassistent, far til Jenny
- Maria Garland - Henriette Christensen, mor til Jenny
- Elith Pio - Olaf Knauer, statsadvokat
- Karin Nellemose - Birgit Knauer, Olaf Knauers hustru
- Gunnar Lauring - Gustav Skow, chauffør for Knauer
- Kirsten Borch - Hedvig, stuepige hos familien Knauer
- Sigfred Johansen - Gunner E. Richter, højesteretssagfører
- Birgitte Reimer - Gerda, stuepige hos Richter
- Svend Methling - Sveistrup, "den gale sagfører"
- Jacob Nielsen - tjener
- Gyrd Löfquist - betjent
- Jessie Rindom - hustru til gartner Hansen
- Per Buckhøj - Thomsen, bartender
- Carl Johan Hviid - personalechef
- Johan Jacobsen - mand på taxacentral
- Holger Juul Hansen - direktør
- Berit Erbe - ekspeditrice
- Ellen Margrethe Stein - Jennys overordnede

## Baggrund
Da instruktøren Johan Jacobsen foreslog filmselskabet Palladium en filmatisering af sin egen bearbejdelse af Soyas skuespil Brudstykker af et mønster blev det forkastet. Så han forlod selskabet og dannede i stedet et konsortium for selv at producere Soldaten og Jenny, som han kaldte sit manuskript. Det blev John Olsen og dennes filmselskab Saga, som lagde studier til filmen og ydede lån og økonomisk støtte, så den kunne produceres. Derudover kom konsortiet på 8 anparter, hvoraf Poul Reichhardt tegnede sig for to, Bodil Kjer for en, og også John Olsen havde én.
Johan Jacobsen fik en kvalitets- og produktionspris for filmen på 100.000 kr af Undervisningsministeriets Filmfond. Dette medførte et tovtrækkeri med John Olsen på Saga, om hvem der skulle have pengene - instruktøren eller hovedproducenten. John Olsen klagede til Ministeriet, men Johan Jacobsen fik medhold. Dette fik den konsekvens, at tre af de fire store filmselskaber boykottede Jacobsen, hvorefter han besluttede sig for at bruge pengene til at etablere sit eget filmstudie Flamingo i Nærum.

## Modtagelse
Soldaten og Jenny var i 1948 den første modtager af Bodilprisen for bedste danske film, lige som Kjer og Reichhardt modtog Bodil for bedste kvindelige og mandlige hovedrolle. Filmen er senere blevet indlemmet i Kulturministeriets Kulturkanon.